# Lawrence Brown (Posaunist)

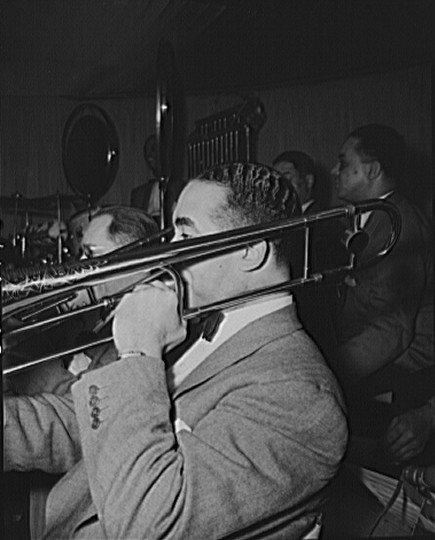
Lawrence Brown 1943 im Duke Ellington Orchestra

Lawrence Brown (* 3. August 1907 in Lawrence, Kansas; † 5. September 1988 in Los Angeles, Kalifornien) war ein US-amerikanischer Jazz-Posaunist, der vor allem als Solist im Duke Ellington Orchestra bekannt wurde.

## Leben
Browns Vater war Pfarrer, seine Mutter Kirchenorganistin, und als Folge dieser Herkunft erhielt Brown, der weder rauchte, trank noch spielte und sich sehr zurücknahm, später den Beinamen „Deacon“ in der Ellington Band. Er wuchs in Pasadena auf und lernte Klavier, Violine, Tuba und Saxophon, bevor er zur Posaune wechselte. Sein erster Auftritt soll vor 6000 Leuten am Muttertag in der Kirche gewesen sein. Er begann professionell in Clubs in Los Angeles und San Francisco mit den Bands von Curtis Moseby, Charlie Echols und Paul Howard (mit dessen Quality Serenaders er 1929/30 erste Aufnahmen machte) zu spielen. Als „strolling“ Posaunist spielte er in Restaurants an den Tischen auf, spielte 1930 im Orchester von Les Hite (mit Lionel Hampton) und begleitete (unter Pseudonym) Louis Armstrong.
1932 trat er der Ellington Band bei (Duke Ellington at Fargo, 1940 Live), der er bis 1951 angehörte, als er der neu gegründeten Band von Johnny Hodges (ebenfalls vorher bei Ellington) beitrat. Brown spielte schon ab 1938 mit von Johnny Hodges geleiteten Small Groups von Ellington-Musikern, und Hodges und Brown sahen damals Anfang der 1950er Jahre in der Zeit des Bigband-Sterbens bessere Chancen in kleineren Gruppen. Nach seiner Zeit mit Hodges war er ab 1953 freelancer (u. a. bei Big Joe Turners Boss of the Blues 1956) und ab 1957 fest angestellter Studiomusiker bei CBS. 1960 bis 1970 spielte er nochmals bei Ellington, so auch 1963 bei The Great Paris Concert. Danach trat er nicht mehr auf, sondern arbeitete als Wirtschaftsberater, in der Wiederwahlkampagne von Richard Nixon, als Plattenproduzent bei AFM und in der Musikergewerkschaft Local 47 von Los Angeles.
Ellington schätzte ihn nicht nur als Solist für sein Balladenspiel, sondern auch als Begleiter von Sängern. Er konnte aber auch mit schnellem Spiel „hot“ improvisieren. Wie er selbst äußerte, schwebte ihm ein Cello-artiges Tonspektrum beim Posaunenspiel vor im Gegensatz zu dem lauten Tailgate-Posaunenstil aus New Orleans. Mit Tricky Sam Nanton (bekannt für seine Plunger-Neuerungen und den Jungle-Sound, den auch Brown in den 1960er Jahren bei Ellington spielte) und Juan Tizol (der Ventilposaune spielte) bildete er bei Ellington eine der stärksten Posaunen-Sektionen aller Bigbands und war Leiter der Posaunen-Sektion.
Brown komponierte auch für das Ellington Orchester, z. B. „Transblucency“ (für die Sängerin Kay Davis) oder „The Golden Cress“.

## Diskographische Hinweise

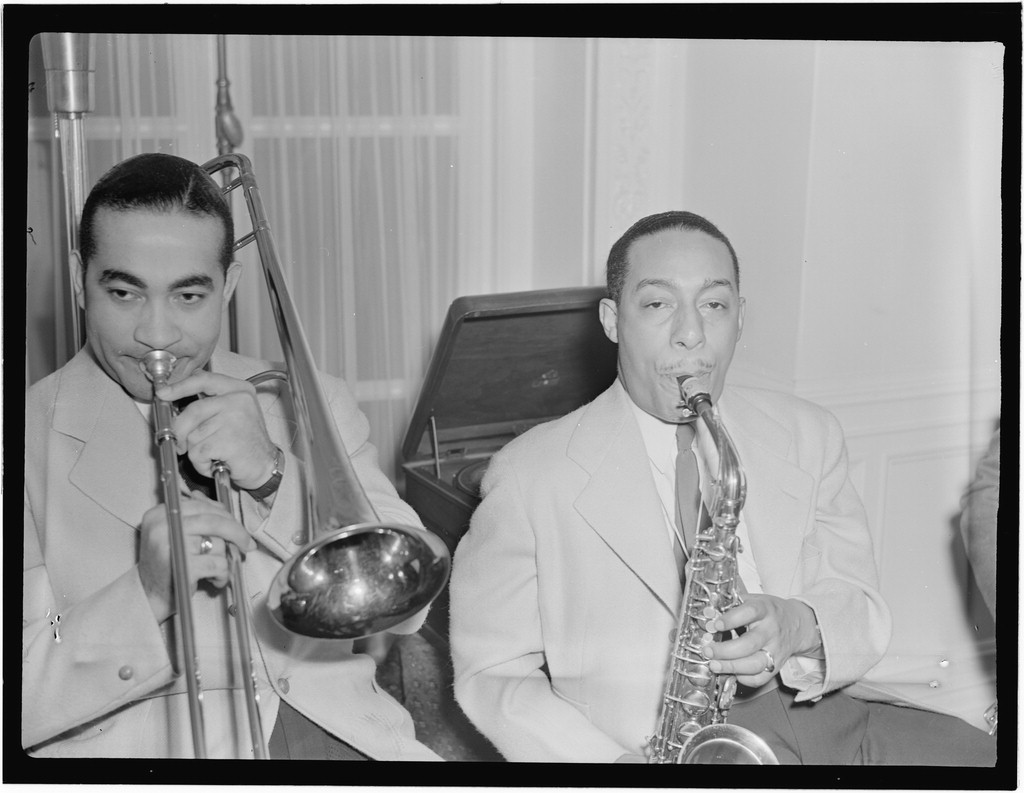
Johnny Hodges und Lawrence Brown (links), Türkische Botschaft, Washington, D.C., 1930er-Jahre. Foto Gottlieb

- Inspired Abandon - Lawrence Brown All-Stars with Johnny Hodges (Impulse!) – 1965 – mit Cat Anderson, Ray Nance, Buster Cooper, Russell Procope, Paul Gonsalves, Harold Ashby, Jimmy Jones, Richard Davis, Gus Johnson